# Бухарестско-Арадская операция
Бухарестско-Арадская наступательная операция — фронтовая военная операция советских и румынских войск против вермахта и венгерских войск, проводившаяся 30 августа — 3 октября 1944 в ходе Великой Отечественной войны, в результате которой от немецко-венгерских войск была освобождена почти вся Румыния.

## Военно-стратегическая ситуация
Разгром немецких войск в Ясско-Кишинёвской операции и победа Августовского восстания в Румынии создали благоприятные условия для последующего наступления советских войск на юго-западном стратегическом направлении. Сплошной фронт немецких войск был разорван на большом протяжении и войска противника отступали по расходящимся направлениям: часть немецких войск пыталась с боями уйти в Болгарию и Югославию, часть — в Карпаты. Перед Красной Армией простирался широкий оперативный простор и эту уникальную возможность Ставка Верховного Главнокомандования стремилась максимально использовать.
В самой Румынии наблюдался мощный антифашистский патриотический подъём. Вопреки ожиданиям ряда советских руководителей, румынская армия в целом положительно восприняла выход из войны на стороне Германии и переход на сторону советских войск, противодействие прогермански настроенных офицеров свелось к дезертирству и бегству в расположение германских войск, имелись случаи их самоубийств. И напротив, румынские военнослужащие в массовом порядке и по собственной инициативе оказывали помощь советским войскам. Однако окружение короля Михая I и высшее командование румынской армии стремились уклониться от активных действий против немецких войск, обеспечить им возможность мирно уйти из Румынии. Более того, новое румынское правительство Константина Сэнэтеску прилагало все усилия, чтобы убедить западных союзников перебросить американские и английские войска в Бухарест.
Правительство Болгарии ещё 26 августа спешно объявило о полном нейтралитете, что исключало вступление болгарских войск в войну на стороне Гитлера. 29 августа на почве военных поражений произошёл правительственный кризис в Венгрии, а в Словакии началось Словацкое национальное восстание.
Военная обстановка была следующей: южное крыло немецкой группы армий «Южная Украина» перестало существовать, его остатки в виде разрозненных подразделений бежали в Болгарию, на северном крыле у командования группы армий осталось не более 6 дивизий, часть из которых уже понесла значительные потери, и до 300 самолётов. В Трансильвании находилось 8 венгерских дивизий и бригад, а также 30 пограничных батальонов. Непосредственно в Венгрии находились ещё 8 венгерских дивизий и бригад (из них спешно началось формирование 2-й венгерской армии) и часть войск могла быть переброшена в Румынию из центральных Карпат, где оборонялась 1-я венгерская армия. Из действовавших в Греции и на Балканах групп армий «Ф» и «Е» немецкое командование могло перебросить в Румынию несколько немецких дивизий (более того, такая переброска спешно начала готовиться), но в сложившейся обстановке для этого требовалось время. Остановить советские войска до восстановления сплошного фронта можно было только используя выгодные условия местности в Южных Карпатах, захватив все горные перевалы там.
С другой стороны, на границе с Трансильванией находились 20 румынских дивизий (1-я и 4-я румынские армии), которым новое румынское правительство отдало приказ разоружить все немецкие подразделения, не покинувшие Румынию, а в случае вступления в страну венгерских и немецких войск вступить с ними в бой. Впрочем, эти тыловые армии были укомплектованы в основном неопытными новобранцами и солдатами старших возрастов, очень слабо вооружены и практически не имели танков.
Учитывая обстановку, Ставка Верховного Главнокомандования 29 августа приказала 3-му Украинскому фронту (командующий генерал армии, с 12 сентября Маршал Советского Союза Ф. И. Толбухин) занять румынско-болгарскую границу и готовиться к началу боевых действий против Болгарии.
2-му Украинскому фронту под командованием генерала армии (с 10 сентября — Маршала Советского Союза) Р. Я. Малиновского силами 27-й армии, 53-й армии, 6-й танковой армии обойти Южные Карпаты по придунайской равнине и выйти на границу с Венгрией и Югославией западнее Джурджу, затем наступать в общем направлении на Слатин — Турну-Северин, к 7—8 сентября достигнуть этих городов. Правое крыло фронта (7-я гвардейская армия, 40-я армия) должно было наступать на Сату-Маре, обходя Карпаты с востока. Численность войск 2-го Украинского фронта к началу операции составляла 681 556 человек. Перед правым флангом 2-го Украинского фронта сплошной немецкий фронт был развален, но перед левым крылом и частично перед центром сохранилась устойчивая оборона, опиравшаяся на удобную горно-лесистую местность Карпат.
Германское командование в свою очередь намеревалось восстановить сплошной фронт между группой армий «Южная Украина» и группой армий «F» по линии Восточные и Южные Карпаты — Западные Балканы. Для этого 2-й венгерской армии было приказано не позднее 5 сентября начать наступление из Клуж — Турда в южном направлении с целью овладения перевалами через Южные Карпаты.

## Начало операции: бросок на запад
Используя благоприятную обстановку, войска 2-го Украинского фронта на следующий день после завершения Ясско-Кишинёвской операции, с 30 августа 1944 года начали новую наступательную операцию. 31 августа передовой отряд советских войск без боя вступил в Бухарест (почти сразу советские войска были выведены из Бухареста по политическим соображениям). Преследуя разбитые и разрозненные немецкие части, к 5 сентября на направлении главного удара они вышли на линию Кымпулунг — Питешти — Каракал — Зимнича, продвинувшись на 80 — 140 километров, а передовые части 6-й танковой армии вышли на Дунай к границе Югославии у города Турну-Северина. На правом крыле фронта 40-я и 7-я гвардейская армии за это время продвинулись всего на 15-20 километров, прорывая заранее созданные там оборонительные рубежи. Здесь немецкие войска оказали упорное сопротивление.
- Вступление советских войск в Бухарест 31 августа 1944 года

Действуя по приказу германского командования, утром 5 сентября 2-я венгерская армия (командующий генерал-полковник Лайош Вересс, 6 венгерских и немецких дивизий) атаковала передовые части 4-й румынской армии (командующий корпусной генерал Георге Аврамеску) из района Турды и за двое суток продвинулась к югу на 20—30 километров, а в последующие дни — до 50 километров. Она имела задачу занять проходы через Южные Карпаты и запереть их до подхода советских войск. Основные силы 4-й румынской армии находились значительно южнее, в связи с чем возникла угроза занятия северной и центральной Румынии войсками противника.
Для избежания разобщённости в действиях советских и румынских войск, 6 сентября в оперативное подчинение командованию 2-го Украинского фронта были переданы 1-я и 4-я румынские армии, 4-й и 6-й румынские армейские корпуса (свыше 138 тыс. человек, 580 орудий) и 1-й румынский авиационный корпус (113 исправных самолётов).

## Второй этап операции: поворот на север
В этой обстановке командующий 2-м Украинским фронтом Р. Я. Малиновский 6 сентября приказал 6-й танковой армии генерал-полковника танковых войск А. Г. Кравченко круто повернуть на север и к 12 сентября освободить район Деж — Клуж — Шэрмэшел; такой же приказ получила 27-я армия, а 53-я армия должна была повернуть на северо-запад и занять рубеж Брад — Лугож. Эти задачи также были успешно решены — 6-я танковая армия стремительным маршем прошла 250 километров и к вечеру 11 сентября вышла на позиции, где оборонялась 4-я румынская армия. Без оперативной паузы советско-румынские войска перешли здесь в контрнаступление и к 13 сентября отбросили 2-ю венгерскую армию в исходное положение, заняв 12 сентября Клуж. К концу дня 15 сентября на рубеж Тыргу-Муреш — Турда вышли 27-я советская и 4-я румынская армии, но бои на этом рубеже приняли затяжной характер. Западнее 53-я армия прошла за 7 суток 220 километров и заняла район Карансебеша. В Восточных Карпатах 40-я и 7-я гвардейская армии в эти дни смогли сломить сопротивление немецких войск, ускорили темп наступления и продвинулись до 130 километров. Одновременно продолжались бои по уничтожению пытавшихся вырваться из окружения под Яссами разрозненных групп немецких войск.
В целом к 15 сентября 2-й Украинский фронт почти полностью достиг румыно-венгерской границы, установленной Венским «арбитражем». Немецкое командование к тому времени успело создать по ней новую линию фронта, на которой находились 27 немецких и венгерских дивизий и бригад, в том числе 6 танковых и моторизованных дивизий. Более того, в этот день противник силами 6-й немецкой армии (командующий генерал артиллерии Максимилиан Фреттер-Пико) и 3-й венгерской армии (командующий генерал Йозеф Неслени) предпринял новую попытку контрнаступления на Арад и Тимишоару с целью не допустить подходившие войска левого крыла 2-го Украинского фронта в Средне-Дунайскую низменность. Здесь за три дня противник оттеснил части 1-й румынской армии (командующий корпусной генерал Николае Мачичи) на 30—50 километров, занял Арад и вышел на подступы к Тимишоаре.

## Третий этап операции: сражения на подступах к Венгрии
Однако Ставка Верховного Главнокомандования по-прежнему оценивала группу армий «Южная Украина» как разгромленную и приказала 2-му Украинскому фронту нанести главный удар в направлении на Клуж — Дебрецен — Мишкольц с задачей выйти на довоенную румыно-венгерскую границу, а в дальнейшем подойти к Тисе на участке Чоп — Сольнок и помочь 4-му Украинскому фронту, наступление которого развивалось медленно (см. Восточно-Карпатская операция), преодолеть Карпаты и овладеть районом Ужгорода.
Но этот план реализовать полностью не удалось. К 15 сентября противнику удалось восстановить сплошной фронт от Украины до Югославии. Хотя советские части перешли в наступление и потеснили противника, но и немецкое командование перебросило в район Клуж — Турда 4 дивизии, в том числе две танковые. Войскам 2-го Украинского фронта противостояли уже 27 немецких и венгерских дивизий и бригад, в том числе 6 танковых и моторизированных дивизий. Обе стороны непрерывно атаковали и контратаковали друг друга. Это сражение завершилось незначительным продвижением советско-румынских войск: они отбросили контратаковавшие части противника и 22 сентября вышли на румыно-венгерскую границу в районе города Мако и к северо-востоку от него. На следующий день 18-й танковый корпус и 243-я стрелковая дивизия вступили в Венгрию. На левом крыле фронта 53-я армия совместно с 1-й румынской армией действовали более успешно, 21 сентября они освободили крупный город Арад и 24 сентября также вышли на старую румыно-венгерскую границу.
В этих условиях Малиновский поставил вопрос об изменении направления главного удара с центра на левое крыло, нанесении отсюда удара в северном направлении и о временном переходе войск фронта к обороне для подготовки новой, Дебреценской наступательной операции. 25 сентября было получено соответствующее разрешение от Ставки. 24 сентября фронт приостановил наступление и приступил к перегруппировке сил (датой окончания операции по работе Кривошеева считается 3 октября 1944 года).

## Результаты
В результате операции была освобождена от немецко-венгерских войск почти вся Румыния, последние небольшие её северные районы были освобождены в октябре 1944 года в ходе Дебреценской операции. Были заняты исходные районы для наступления в Венгрию и в Югославию. В руки советских войск почти без разрушений перешли крупные промышленные районы и железные дороги, а также мощные румынские нефтепромыслы. Продвижение войск фронта составило от 250 до 500 километров. Для восстановления фронта противнику пришлось перебрасывать в Румынию 20 дивизий, в том числе 4 танковые и 1 моторизованную, 2 танковые бригады. Советские и румынские войска получили опыт успешного совместного ведения боевых действий. В целом, румынская армия в этой сложной динамичной и напряжённой операции проявила высокие боевые качества, что резко контрастировало с её последними неудачными боевыми действиями против советских войск под руководством Антонеску.

## Потери сторон
Потери советских войск в этой операции были относительно невелики: за месяц боёв они составили 8447 человек безвозвратными и 46 839 человек санитарными. Потери румынских войск в этой операции точно неизвестны, но судя по тому, что с 23 августа по 30 октября её потери составили более 58,3 тыс. человек общих потерь, можно предположить что в сентябре 1944 года румынская армия потеряла от 30 тыс. до 40 тыс. человек убитыми и ранеными.
Потери немецко-венгерских войск известны только по данным советского командования: свыше 100 тыс. уничтожено и свыше 18 тыс. пленных. Об их степени даёт представление такой факт, что в сентябре 1944 года в Румынии было убито в боях два немецких генерала, восемь захвачены в плен и один застрелился.

## Память
Освобождение Румынии отразилось в почтовых марках.
- Почтовая марка СССР, 1964 год. 20-летие освобождения Румынии от фашистской оккупации. Румынская крестьянка с корзиной фруктов. Фон - промышленный пейзаж в контуре карты Румынии и государственный флаг РНР.
- Почтовая марка СССР, 1969 год. 25-летие освобождения Румынии от фашистской оккупации.
- Почтовая марка СССР, 1974 год. 30-летие освобождения Румынии от фашистской оккупации.